# Sklepienie stopy
Sklepienie stopy (łac. fornix pedis) – pojęcie dotyczące budowy stopy. Utworzone jest przez kości stopy, podtrzymywane jest przez więzadła i w dużej mierze przez mięśnie stopy. Sklepienie stopy składa się z dwóch łuków: łuku podłużnego stopy (arcus pedis longitudinalis) oraz łuku poprzecznego stopy (arcus pedis transversalis). Mają one kapitalne znaczenie w zapewnieniu odpowiedniej sprężystości stopie, dostosowując ją do dźwigania ciężaru ciała. Zaburzenia w budowie stopy prowadzą m.in. do płaskostopia.